# Woordbeeld
Een woordbeeld is de visuele weergave die een bepaald woord oproept bij een lezer of toehoorder. Het begrip kan in twee geheel verschillende betekenissen worden gebruikt:
- de juiste spelling van het woord
- de betekenis die men voor zich ziet.

## Spelling
Spelling is een weergave van gesproken klanken, en die spellingweergave is aan spellingregels onderworpen. Daarmee bepalen die spellingregels het woordbeeld: zij geven immers aan wat de juiste schrijfwijze is van een woord.
In de praktijk roept dit echter, ondanks de regels, problemen op. Deze problemen zijn van uiteenlopende aard.

### Klank en letter: geen een-op-eenrelatie
Alleen in ideale, geconstrueerde spellingen wordt iedere afzonderlijke klank door een letter aangegeven die alléén bij die klank hoort. In de praktijk verschilt in vele talen het aantal letters van het aantal klanken. (Het Nederlands kent ongeveer 40 klanken, en maar 26 letters.) Dat kan verwarring geven: “Ik zeg wort, maar hoe schrijf ik het — met -d of met -dt?” Beide vormen komen voor, en ze beconcurreren elkaar.
De verwarring neemt nog toe als de regels veranderen. Door frequente aanpassing van de regels raken mensen in verwarring. De officiële spelling van het Nederlands (het Groene Boekje) wordt iedere tien jaar bijgesteld en met de alternatieve spelling van het Witte Boekje wordt de variatie nog groter. Een constant woordbeeld is voor sommige woorden niet meer aanwezig. Dit schept onzekerheid omtrent het woordbeeld, en het leidt tot fouten.

### Letterontwerp
Het te verwachten woordbeeld van veelgebruikte termen is ook een bepalende factor bij het ontwerpen van moderne lettertypen, die vaak zijn bedoeld om een specifieke vorm van lezen te ondersteunen, zoals letters met schreef (dwarsstreepje) voor grote stukken teksten en schreefloze letters voor kortere boodschappen.

## Betekenis
Een woord verwijst naar een deel van de werkelijkheid: het roept van dat werkelijkheidsfragment een beeld op bij lezer of toehoorder; met dat beeld zijn vaak ook nog associaties en connotaties verweven: verbanden en gevoelens. Het beeld is vaak visueel van aard: men kan het voor zich zien. Veel woorden groeien echter juist in hun betekenis uit de behoefte om de verbeelding overbodig te maken; zij verwijzen dan naar abstracte begrippen.
Woordbeelden zijn in deze zin niet los te zien van de cultuur waarbinnen ze optreden: uiteenlopende culturen zullen bij een bepaald begrip (bijvoorbeeld) negatieve of juist positieve associaties en gevoelens hebben. Maar ook de “letterlijke” betekenis is niet overal gelijk.
- Zo hebben verschillende culturen verschillende woorden voor “de telgen die dezelfde vader en moeder hebben als jij”. In het Nederlands wordt onderscheiden naar geslacht: “broer” naast “zus”, in het Indonesisch naar leeftijd: “kakak” (oudere broer/zus) naast “adik” (jongere broer/zus). De twee talen veronderstellen volkomen verschillende culturele woordbeelden.